# 란가오촨
란가오촨(藍高川(남고천), 1872년 6월 6일 ~ 1940년 2월 29일)은 국민정부 대륙 본토 중화민국(國民政府 大陸 本土 中華民國) 시대 초기의 친타이완(親臺灣) 성향을 띈 외교관 겸 정치인 출신 기업가이다. 자(字)는 구이루(貴如, 귀여).

## 주요 이력
그는 청나라 타이완 성 핑둥의 먀오족 후예 집안에서 출생하였고 지난날 한때 일찍이 아직 갓난이 시절 일가족과 함께 타이완 섬 지방을 떠나 청나라 광둥 성 광저우로 이주하여 청나라 광둥 성 광저우에서 잠시 유아기를 보낸 적이 있으며 그 후 청나라 윈난 성 싼수이에서 성장하였고 청년 시절 반청반제 흥중회 운동에 참가하여 결국 1911년 신해혁명에도 참가하였으며 위안스카이(袁世凱) 중화민국 제2대 대총통 시대 시절 중화민국 총통부 예하 외교비서관 직대 대리 등을 잠시 지내기도 한 그는 훗날 중화민국 군인 겸 정치가 룽지광(龍濟光) 예비역 중화민국 육군 중장을 주군(主君)으로 섬기기도 하였다.
근대형 타이완 타이베이 기업가 1세대 중 일원이기도 하며 대륙 본토 아닌 타이완 섬 출신이던 그의 국민정부 중화민국 대륙 본토 초기 시절 친타이완(親臺灣) 성향 외교 철학 관련 이념은 훗날 장제스(蔣介石) 중화민국 총통 시절 국부천대 망명 사태의 일부 밑그림을 차지하기도 하였다.
그의 이복 서얼 질녀 란니(藍妮)는 지난날 한때 쑨원(孫文)의 아들 쑨커(孫科)와 1936년에 결혼하였으며 쑨커와의 사이에서 소생 1녀를 얻었지만 1948년 쑨커와 이혼하였다.

## 같이 보기
- 정청궁
- 위안스카이
- 천치메이
- 쑹자수
- 루하오둥
- 천사오보